# Santeria
A Santería tem as suas raízes na religião iorubá, o cristianismo e as religiões dos povos indígenas das Américas. O povo iorubá escravizado contribuiu vários costumes religiosos, incluindo um sistema de transe e adivinhação para se comunicar com seus ancestrais e divindades, sacrifícios de animais, e tambores e danças sagradas. A necessidade de preservar as suas tradições num ambiente cultural, levou os escravizados em Cuba a fundirem os seus costumes com aspectos do catolicismo, especialmente a partir do ano de 1515.. A população santérica pratica a adoração de entidades através da oralidade.

## História
A Santería tem uma visão de mundo homogênea, discreta, completamente explícita e centrada em um "apunhado" de deidades iorubás e informada por um conjunto fixo de textos orais conhecidos como patakines que transmitem histórias parecidas com as parábolas da bíblia e outros personagens fixos. Sua lista de rituais, canções, orações e saberes herbais são frequentemente apresentados em termos prescritivos e livros como manuais de instruções. Essa maneira de definir a Santería, que certamente é verdadeira para muitos santeros, claramente se refere à metaculturalidade. Não há indícios de debate sobre rótulos como “religião”, nenhum indício de sobreposição com outras religiões cubanas, e nenhum indício de desacordos ou lutas sobre o significado e a filiação dentro das fileiras de praticantes. Para entender completamente tais retratos da Santería seria necessário traçar suas origens em gêneros, tais como manuais religiosos escritos por praticantes, estudos folclóricos cubanos e relatos antropológicos estruturalistas de religiões não ocidentais, e pensar sobre como os autores e consumidores de religiões não ocidentais pensam. (WIRTZ, 2007, p. 25).
Tendo como forma principal de transferência de conhecimento a oralidade, pode ser destacado os meios de aprendizagem santerica, como constituído por ideias e histórias ao logo de gerações.

## Transferência de costumes
Os Santeros falam sobre a sua história e a importância do passado no presente, mais frequentemente através do idioma do parentesco ritual. Relacionamentos de padrodelação ligam os iniciados de Santería a linhagens rituais que remontam a várias gerações e unem praticantes vivos a “casas de rituais”. As requisitadas invocações rituais que abrem todo tipo de atividade ritual, conhecida como moyubá, exigem que os santeros recitem os nomes dos rituais. aqueles que eles consideram fazer parte de sua linhagem ritual. Outras secções da lista de invocação falecidas e vínculos vivos na linhagem ritual do santero, cuja cooperação é necessária para que ocorra uma comunicação adequada com os orichas. (WIRTZ, 2007, p. 53).
Muitos ativistas de direitos dos animais atacam a prática da Santería de sacrifício animal, declarando que é cruel. Os seguidores de Santería alegam que as matanças são conduzidas da mesma maneira que animais são abatidos para consumo e isto não é necessariamente sádico.
Em 1993, a Corte Suprema dos Estados Unidos estabeleceu que leis de crueldade contra animais dirigidas especificamente contra a Santería eram inconstitucionais e a prática não viu nenhum desafio legal significativo desde então.

## Costumes
A distinção dos adeptos pode ser reparada via vestimentas e formas de convívio em sociedade, sendo muito bem representada na cidade de Havana, Cuba.
Os santeros não se preocupam apenas com a linhagem ritual durante as cerimônias. Eles também se referem frequentemente a laços de parentesco ritual ou diferenças entre linhagens rituais na conversa cotidiana. Os santeros às vezes reconheciam tacitamente as responsabilidades do parentesco ritual quando pediam favores, exigiam respeito ou atenção, pediam ajuda ou conselhos para uma cerimônia ou decidiam ensinar algo a alguém. Frequentemente os ouvi mencionar explicitamente tais ligações, como quando um padrinho lembrava a sua afilhada que o respeitasse como padrinho ou quando um santero disse a um santerista sênior que ele a chamou em sua invocação porque ela estava presente para a iniciação dele. (WIRTZ, 2007, p. 53).

## Práticas
A forma de prática religiosa apresentada na Santería pode ser encontrada em livros e principalmente através da oralidade, encontrada por sua vez em casas de encontros.
A Santería não usa um credo central para suas práticas religiosas; embora seja entendido em termos de seus rituais e cerimônias.  Esses rituais e cerimônias acontecem no que é conhecido como uma casa-templo ou casa de santos (casa dos santos), também conhecida como ilé. A maioria dos ilé está nas casas dos sacerdotes e sacerdotisas iniciados. Os santuários Ilé são construídos, pelos sacerdotes e sacerdotisas, para os orichás diferentes, o que cria um espaço para o culto, chamado de igbodu (altar). Em um igbodu há uma exibição de três tronos distintos (cobertos com cetim azul royal, branco e vermelho) que representam os assentos das rainhas, reis e os guerreiros deificados. Obtendo os ilekes, médio assento, os guerreiros, assento, pós-iniciação, clero, são exemplos de rituais que serão melhores exemplificados ao longo do trabalho. (WIRTZ, 2007, p. 85).